# Rauno Korpi

Kiira und Rauno Korpi (1989–1990)

Rauno „Rane“ Korpi (* 25. Juni 1951 in Tampere) ist ein finnischer Eishockeytrainer. Seine Tochter Kiira ist eine professionelle Eiskunstläuferin.

## Karriere
Rauno Korpi begann seine Karriere als professioneller Eishockeytrainer bei Tappara Tampere, das er von 1979 bis 1982 in der SM-liiga betreute. In dieser Zeit wurde er 1981 Vizemeister und gewann 1982 mit seinem Team die Meisterschaft. Für den Gewinn der Meisterschaft erhielt er erstmals die Kalevi-Numminen-Trophäe als bester Trainer der Saison. Korpi war noch zwei weitere Male Trainer bei Tappara, das er in seiner zweiten Amtszeit zwischen 1985 und 1991 zu einem Titel-Hattrick in den Jahren 1986 bis 1988 führte. Zudem wurde er 1990 mit Tappara Dritter. Aufgrund seiner Erfolge mit Tampere erhielt Korpi zweimal in Folge – in den Jahren 1986 und 1987 – die Kalevi-Numminen-Trophäe als bester Trainer in der SM-liiga, die er zuletzt 1982 gewonnen hatte. Zuletzt war Korpi in der Saison 1997/98 als Trainer Tapparas tätig.
In der Saison 1992/93 arbeitete Korpi bei TuTo Turku, ehe er erstmals im Ausland als Trainer aktiv war. Von 1993 bis 1995 trainierte er den EC KAC in der Österreichischen Eishockey-Liga. Ein zweites Mal im Ausland tätig war Korpi in der Saison 1999/2000, als er den EV Zug aus der Schweizer Nationalliga A coachte.
Neben seiner Tätigkeit im Ligabetrieb war Korpi auch für zahlreiche finnische Nationalmannschaften zuständig. Die U20-Junioren führte er 1980 zur Silbermedaille bei der Junioren-Weltmeisterschaft. Des Weiteren gewann er mit der Frauen-Nationalmannschaft bei der Weltmeisterschaft 1997 und den Olympischen Winterspielen 1998 jeweils die Bronzemedaille.

## Erfolge und Auszeichnungen
| - 1981 Finnischer Vizemeister mit Tappara Tampere - 1982 Finnischer Meister mit Tappara Tampere - 1982 Bester Trainer der SM-liiga - 1986 Finnischer Meister mit Tappara Tampere - 1986 Bester Trainer der SM-liiga | - 1987 Finnischer Meister mit Tappara Tampere - 1987 Bester Trainer der SM-liiga - 1988 Finnischer Meister mit Tappara Tampere - 1990 Finnischer Dritter mit Tappara Tampere |

### International
- 1980 Silbermedaille bei der Junioren-Weltmeisterschaft mit Finnland
- 1997 Bronzemedaille bei der Frauen-Weltmeisterschaft mit Finnland
- 1998 Bronzemedaille beim olympischen Eishockeyturnier der Frauen mit Finnland